# Consulat général de Roumanie à Lyon
Le consulat général de Roumanie à Lyon est une représentation consulaire de la Roumanie en France. Il est situé rue de Bonnel, à Lyon, en Auvergne-Rhône-Alpes.